# Clypeoceriospora rubi
Clypeoceriospora rubi — вид грибів, що належить до монотипового роду Clypeoceriospora.